# Een Cursus in Wonderen
Een Cursus in Wonderen (ook wel aangeduid als ECiW of De Cursus) is de uitgave van een manuscript dat Helen Schucman tussen 1965 en 1972 schreef, met hulp van William Thetford. Het boek van in totaal bijna 1500 pagina's beschrijft een strikt non-duale zienswijze op deze wereld. Helen Schucman, overleden in 1981, heeft altijd beweerd dat ze de tekst gedicteerd kreeg van een innerlijke stem,

die zich niet heeft geïdentificeerd, maar die zij op basis van het dictaat duidde als Jezus.

Het manuscript gebruikt Christelijke terminologie, maar de Christelijke begrippen krijgen een andere definitie dan de traditionele uitleg; daardoor kan de tekst niet als puur Christelijk bestempeld worden. Gordon Melton heeft geconcludeerd dat het boek vooral populair lijkt te zijn onder degenen die gedesillusioneerd zijn door het traditionele Christendom.
Sinds de eerste uitgave in 1976 zijn meer dan drie miljoen exemplaren verkocht, in vierentwintig talen.
In 1999 verscheen voor het eerst de gecombineerde editie, waarin alle teksten staan die Helen Schucman heeft vrijgegeven voor publicatie. In het Nederlandse taalgebied wordt het boek uitgegeven door uitgeverij Ankh-Hermes. Inmiddels is in Nederland de 16e druk verschenen (2021).

## Filosofie van deCursus
Een Cursus in Wonderen bevat concepten uit vrijwel alle grote westerse en oosterse religies en levensfilosofieën. In het boek wordt gesteld dat het kosmische veld dat Liefde of God wordt genoemd het enige is wat echt bestaat. De fysieke, materiële wereld, zo wordt gesteld, is een projectie van de geest. De geest heeft de ratio en de zintuigen geschapen om de projectie echt te doen lijken. In het boek wordt beredeneerd hoe de individuele geest, die door God is geschapen naar Zijn evenbeeld, dus als bewustzijnsveld van pure Liefde, met de kracht om zelf te scheppen en met een vrije wil, de gedachte kreeg dat hij losstaat van zijn Schepper en derhalve zou kunnen scheppen los van God. Dit creëerde de angst voor God en de ervaringen van schuld en zonde. Volgens de tekst is de geest deze angst, schuld en zonde gaan projecteren op andere denkgeesten om zo de illusie hoog te houden dat ze zelf zonder zonde, zonder schuld, zonder angst, dus zelf God is. Deze projectie, die het boek 'ego' noemt, resulteert in het voortdurend veroordelen van mensen, gebeurtenissen en stemmingen.
De Cursus in Wonderen neemt de lezer stapsgewijs mee in hoe deze projectie ongedaan kan worden gemaakt door het beoefenen van vergeving, dat wil zeggen vergeving met in het achterhoofd dat schuld en zonde alleen als illusies bestaan en er dus in feite niets te vergeven valt. Vergeving als concept wordt gebruikt om de eigen denkgeest op een vriendelijker manier (vrij van oordelen) naar de fysieke wereld te laten kijken en overeenkomstig te handelen en te leven. In het boek wordt de dag des oordeels dan ook uitgelegd als de laatste dag dat een denkgeest over wat dan ook oordeelt. De tekst beredeneert dat iedereen die het pad van vergeving beoefent, deze dag jaren dichterbij brengt.

## Structuur van de tekst
Helen Schucman, die naar eigen zeggen in het geheel niet in spiritualiteit was geïnteresseerd, noteerde wat de innerlijke stem (die zich niet identificeerde) haar vertelde in handschrift. William Thetford typte haar handschrift uit. Dit proces duurde van 1965 tot 1972. Met behulp van William Thetford en later Kenneth Wapnick, werd de tekst gestructureerd en in boekvorm gezet.
De Cursus in Wonderen bestaat uit drie delen, betiteld als een "Tekstboek", een "Werkboek voor studenten" en een "Handboek voor leraren". Het Werkboek bevat 365 lessen in vergeving, bedoeld om de perceptie van de wereld en het eigen zelf zonder oordeel te bezien.
Een Cursus in Wonderen bevat ook elementen uit de leer van Sigmund Freud en Carl Jung in Christelijke terminologie. De tekst beschrijft een systeem van onbewuste gedachten, afweermechanismen en onderbewuste doelen, en biedt een manier om uit angst en strijd te komen door het oefenen van vergeving en inzien van de illusoire aard van zonde en schuld.

## Het schrijven van deCursus
In 1965 hadden Helen Schucman, op dat moment universitair hoofddocent Medische Psychologie aan de Faculteit van Fysici en Chirurgen van de New York Presbyterian Hospital (Columbia University Medical Center) en haar manager William Thetford wederom hoog oplopende ruzie. Thetford uitte zijn frustratie over de werksfeer op de afdeling en riep uit "Er moet een betere manier zijn!". Schucman bood hem aan om te helpen die manier te vinden. Schucman heeft verteld dat ze daarop symbolische dromen kreeg en dat een innerlijke, geluidloze stem zich meldde: "This is a Course in Miracles. Please take notes" (Dit is een Cursus in Wonderen. Maak alsjeblieft aantekeningen).
Er volgden zeven jaar van wat ze zelf betitelde als "snel dictaat". Tussen 1965 en 1972 vulde ze bijna dertig stenografische notitieboeken met tekst van de innerlijke stem. Na het uittypen door William Thetford besloeg het manuscript zo'n 1500 pagina's. Schucman en Thetford wilden deze ervaring niet bekendmaken binnen het Columbia University Medical Center; ze vreesden onbegrip en afwijzing, en waren bang dat het hun academische carrière zou schaden.  Nadat het optekenen van Een cursus in wonderen voltooid was, volgden nog een tweetal brochures die op dezelfde manier werden opgetekend door Helen Schucman. De eerste, PSYCHOTHERAPIE Doel, proces en praktijk geeft volmaakt weer hoe de principes van genezing, die de Cursus onderwijst, van toepassing zijn in de praktijk van de psychotherapeut. De tweede, HET LIED VAN HET GEBED Gebed, vergeving, genezing is een samenvatting van de leringen van Een cursus in wonderen over vergeving en genezing in de context van het gebed. Beide brochures zijn oorspronkelijk uitgegeven in de vorm van een klein boekje: Aanvullingen op Een cursus in wonderen. Sinds de 9e druk van de Nederlandse Cursus zijn deze Aanvullingen opgenomen achter in het grote boek en niet meer als klein boekje verkrijgbaar.

### Redactie
Het oudst bekende manuscript (bekend als de "Oertekst") leest meer als een dagboek dan een studieboek en bevat passages die betrekking hebben op de persoonlijke levens van Schucman en Thetford. Deze passages zijn vóór publicatie verwijderd.
De derde versie van het door Thetford uitgetype manuscript is voorgelegd aan Hugh Lynn Cayce (bekend als de JCIM-editie); deze is in 2000 uitgegeven in de Verenigde Staten als "Jesus' Course in Miracles".
De uiteindelijke versie is geredigeerd door Kenneth Wapnick, die het manuscript in 1973 onder ogen kreeg en toentertijd een klinisch psycholoog was en bestuurder van een school voor verstandelijk gehandicapte kinderen. Wapnick besprak met Schucman verscheidene wijzigingen, waarbij alineas werden verplaatst en/of verwijderd. Ook werden verschillende kopteksten, punctuaties en hoofdlettergebruik aangepast. Dit redactieproces was in februari 1975 voltooid.

### Publicatie
De Foundation for Inner Peace (FIP) werd opgericht op 21 oktober 1971 door Robert Skutch en Judith Skutch Whitson. Zij waren getrouwd en vormden het bestuur van de Stichting. Op 29 mei 1975 introduceerde Douglas Dean, het trio Schucman, Thetford en Wapnick bij Judith Skutch Whitson.
Uiteindelijk is de eerste publiek beschikbare editie, oplage 100, gepubliceerd op 6 oktober 1975, onder de noemer van de Freeperson Press Edition.
In 1976 kreeg Reed Erickson, een welgestelde filantroop,
een exemplaar van de uitgave onder ogen. Hij stelde financiële middelen ter beschikking voor de eerste hardgebonden uitgave van de Cursus, met een donatie van $440.000,-. Later in 1976 publiceerde de Foundation for Inner Peace de tekst in drie hardgebonden delen.
In 1981 overleed Helen Schucman aan de gevolgen van kanker aan de alvleesklier. In 1983 werden de publicatierechten ondergebracht bij de Foundation for a Course in Miracles, onder leiding van Kenneth Wapnick. In 1985 werd het boek als één volume uitgebracht, zonder redactionele wijzigingen.
In 1992 volgde de eerste hardgebonden editie, waarin voor het eerst de strofen genummerd werden zoals in de Bijbel. Ook zat er voor het eerst een "Verklaring van termen" bij, geschreven door Schucman.

## Terminologie
Een opvallend kenmerk van de Cursus is het unieke taalgebruik. Auteur Robert Thompson Perry legde uit: "De betekenis die we aan woorden geven komt voort uit de betekenis die we in het leven zien: in onszelf, in anderen, en in de wereld". De Cursus richt zich specifiek op het veranderen van de betekenis die we in onszelf, in anderen en in de wereld zien. "Een lezer van de Cursus moet [veel termen] opnieuw leren," schrijft Perry, "en uiteindelijk versterkt het gebruik van deze terminologie het oogmerk van de Cursus." Als voorbeeld noemt hij de herinterpretatie van het woord 'Wonder'. In de Cursus wordt met de term 'wonder' niet de gebruikelijke betekenis van spectaculaire onverklaarbare manifestaties bedoeld, maar een natuurlijke impuls van een oordeelvrije gedachte en liefdevolle handeling in deze wereld en de directe (maar vaak niet direct zintuiglijk waarneembare) invloed daarvan op anderen.

## Reacties
Het gedachtegoed van het boek wordt ondersteund door bekende presentatoren zoals Oprah Winfrey in haar interviews met auteur Marianne Williamson,

. Bekende spirituele schrijvers zoals Eckhart Tolle en Deepak Chopra zouden een Cursus in Wonderen in hun literatuurlijsten hebben gehad.
De tekst heeft ook sceptische reacties opgeleverd, variërend van "een uiterst geraffineerd opgezette misleiding" tot "het product van een langdurige psychose". Met name het gegeven dat de auteur niet ondubbelzinnig kan worden bepaald, en het beschreven denksysteem niet onweerlegbaar getoetst kan worden op waarheid, beïnvloedt de acceptatie van het boek aanzienlijk.